# Iván Domínguez Ramos
Iván Domínguez Ramos   (l'Havana, 28 de maig de 1976) és un exciclista cubà que fou professional del 2001 al 2010. Va combinar la carretera amb el ciclisme en pista.

## Palmarès en ruta
- 1997
  - Vencedor d'una etapa a la Volta a l'Uruguai
- 2000
  - 1r al Tour d'Ohio i vencedor d'una etapa
- 2001
  - Vencedor de 2 etapes al Tour de Toona
  - Vencedor d'una etapa a l'International Cycling Classic
- 2002
  - Vencedor d'una etapa a la Volta a la Independència Nacional
  - Vencedor d'una etapa al Fitchburg Longsjo Classic
  - Vencedor de 2 etapes al Tobago International
- 2003
  - Vencedor d'una etapa a l'International Cycling Classic
  - Vencedor d'una etapa al Joe Martin Stage Race
- 2004
  - Vencedor d'una etapa al Redlands Bicycle Classic
  - Vencedor d'una etapa al Tour de Beauce
  - Vencedor d'una etapa al Tour de Toona
- 2005
  - 1r al CSC Invitational
  - Vencedor d'una etapa al San Dimas Stage Race
  - Vencedor de 2 etapes a la Volta a la Independència Nacional
- 2007
  - Vencedor d'una etapa a la Volta a Califòrnia
  - Vencedor de 2 etapes al Tour de Missouri
  - Vencedor d'una etapa al Joe Martin Stage Race
  - Vencedor d'una etapa al Cascade Cycling Classic
  - Vencedor d'una etapa al Tour d'Elk Grove
- 2008
  - Vencedor d'una etapa a la Volta a Geòrgia
- 2009
  - Vencedor d'una etapa al Cascade Cycling Classic

## Palmarès en pista
- 1997
  -  Campió de Cuba en persecució